# MSC Opera
Az MSC Opera egy 2004-ben épített Lirica osztályú üdülőhajó, amely 2671 utast képes szállítani 1071 kabinban, és hozzávetőleg 728 fős legénységgel rendelkezik. Jelenleg a svájci MSC Cruises társaság üzemelteti. A cég zászlóshajójaként szolgált egészen az MSC Musica 2006-os szolgálatba állításáig.

## Reneszánsz program
Ez volt a Lirica osztály harmadik hajója, amelyet a „reneszánsz program” keretein belül felújítottak. Az újdonságok közé tartozott a permetezőpark, a felújított üzletek, az új gyermek- és tinédzserrészek, a bőséges büfé, az új társalgó és a kibővített étterem. A munka 2015. július 4-én fejeződött be.

## Események
2010 májusában, egy héttel az MSC Orchestra fedélzetén történt hasonló eset után, az Egyesült Királyság Határügynökségének doveri tisztjei nagy mennyiségű kokaint találtak négy utaskabinban. Négy lettet és három litvánt később elítéltek a Canterburyi Koronabíróságon, és összesen 84 év börtönbüntetésre ítélték őket. 
2011. május 14-én a Balti-tengeren motorhiba miatt a Stockholmtól délre fekvő Nynäshamn kikötőjébe vontatták, ahol az utasokat kisebb hajókra szállították át. Napközben mintegy 1700 utast repülőgéppel szállítottak haza Stockholmból. A hajó elektromos áram nélkül maradt a motorhiba után, így az internetes jelentések szerint a fürdőszobák működésképtelenek voltak, ami bizonyos higiéniai problémákat okozott. Az utasok utalványt kaptak a körutazás költségeinek fedezésére. 2011. május 17-én a hajó Nynäshamnból indult útnak a lengyelországi Gdyniába javításra.
2019. március 24-én a madeirai portugál rendőrség letartóztatott tizenkét embert a fedélzetén (akik a Karib-térségből érkeztek az Azori-szigeteken fekvő Funchal kikötőjébe). 18 kg kokaint találtak náluk chipses zacskókba rejtve.
2019. június 2 án a hajó nekiütközött a rakpartnak és egy dokkolt (kikötött) folyami tengerjáró hajónak, amely az olaszországi Velencében, a Giudecca-csatorna San Basilio-mólóján kötött ki.  Később kiderült, hogy a motorokkal kapcsolatos, vontatás közbeni technikai nehézségek voltak az okai a balesetnek. Az üdülőhajó csak karcolásokat szenvedett, míg a kisebb folyami hajóban nagyobb károk keletkeztek. Öt ember könnyebben megsérült.   

## Fordítás
- Ez a szócikk részben vagy egészben  a   MSC Opera című angol Wikipédia-szócikk ezen változatának fordításán alapul.  Az eredeti cikk szerkesztőit annak laptörténete sorolja fel. Ez a jelzés csupán a megfogalmazás eredetét és a szerzői jogokat jelzi, nem szolgál a cikkben szereplő információk forrásmegjelöléseként.